# NXT Women's North American Championship
El NXT Women's North American Championship (Campeonato Norteamericano Femenino de NXT, en español) es un campeonato de lucha libre profesional creado y usado en la empresa estadounidense WWE, en la marca NXT. La campeona actual es Sol Ruca, quien se encuentra en su primer reinado.

## Historia
El 6 de abril de 2024, durante NXT Stand & Deliver, el evento de la semana de WrestleMania XL para la marca NXT, la gerente general, Ava, anunció el Campeonato Norteamericano Femenino de NXT como un equivalente al Campeonato Norteamericano de NXT masculino y como el primer campeonato secundario femenino en WWE. Durante la segunda semana de NXT Spring Breakin', el 30 de abril, Ava anunció que la campeona inaugural sería coronada en una lucha de escaleras de seis mujeres en NXT Battleground el 9 de junio de 2024. Para determinar las participantes se realizó un combinado y los 12 mejores nombres que impresionen compitieron en luchas clasificatorias. Las seis ganadoras de cada llave avanzaron a la lucha de clasificación.
El 7 de mayo de 2024,  en NXT, se anunció que Sol Ruca, Thea Hail, Jaida Parker, Brinley Reece, Michin, Fallon Henley, Lash Legend, Ivy Nile, Izzi Dame, Kelani Jordan, Tatum Paxley y Wren Sinclair serían las participantes del torneo. Jordan, Ruca, Legend, Henley, Parker y Michin avanzaron a lucha de escaleras por el título el 9 de junio en el evento NXT Battleground, la que, finalmente, fue ganada por Kelani Jordan para convertirse en la campeona inaugural.

## Campeonas
La campeona inaugural fue Kelani Jordan, quien ganó una lucha de escaleras de seis mujeres el 9 de junio del 2024 en NXT Battleground. Desde entonces ha habido cuatro campeonas oficiales en igual número de reinados. El título ha estado vacante en una oportunidad. Stephanie Vaquer es la única campeona no estadounidense.
Kelani Jordan posee, además, el reinado más largo de la historia del campeonato, con 140 días en su único reinado. Le siguen Fallon Henley (111 días en un reinado) y Stephanie Vaquer (45 días en un reinado).
La campeona más joven es Kelani Jordan, quien con 25 años y 231 días, se convirtió en la titular inaugural. En contrapartida, Stephanie Vaquer es la campeona de mayor edad, tras lograr el título el 15 de febrero de 2025 en NXT Vengeance Day con 31 años y 323 días.
Además, Kelani Jordan es la campeona más liviana, con 50 kilos. Mientras, Sol Ruca es la más pesada, con 63 kilos.

### Campeona actual
La campeona actual es Sol Ruca, quien se encuentra en su primer reinado. Ruca ganó el título tras derrotar a Zaria, Kelani Jordan, Izzi Dame, Lola Vice y Thea Hail el 19 de abril de 2025 en NXT Stand & Deliver.
Ruca registra hasta el 16 de agosto de 2025 las siguientes defensas televisadas:
1. vs. Kelani Jordan (25 de mayo de 2025, NXT Battleground)
2. vs. Izzi Dame (12 de julio de 2025, NXT The Great American Bash)
3. vs. Tatum Paxley (5 de agosto de 2025, NXT)

### Lista de campeonas
| N.º | Campeona         | Lucha                 | Lucha               | Lucha                | Estadísticas | Estadísticas | Estadísticas      | Notas y referencias |
| N.º | Campeona         | Fecha                 | Evento              | Ubicación            | Reinado      | Días         | Días rec. por WWE | Notas y referencias |
| --- | ---------------- | --------------------- | ------------------- | -------------------- | ------------ | ------------ | ----------------- | --- |
| 1   | Kelani Jordan    | 9 de junio de 2024    | NXT Battleground    | Enterprise, Nevada   | 1            | 140          | 140               | Fue un Ladder Match donde derrotó a Sol Ruca, Lash Legend, Fallon Henley, Jaida Parker y Michin. |
| 2   | Fallon Henley    | 27 de octubre de 2024 | NXT Halloween Havoc | Hershey, Pensilvania | 1            | 111          | 110               | Fue un Gauntlet Match donde derrotó en el tercer combate a Kelani Jordan y en el que también participaron Jacy Jayne y Jazmyn Nyx.                                                                            |
| 3   | Stephanie Vaquer | 15 de febrero de 2025 | NXT Vengeance Day   | Washington D. C.     | 1            | 45           | 45                | Durante su reinado, Vaquer ganó el Campeonato Femenino de NXT, convirtiéndose en la primera doble campeona individual de la marca en su historia. Este es el reinado más corto en la historia del campeonato. |
| —   | Vacante          | 1 de abril de 2025    | NXT                 | Orlando, Florida     | —            | —            | —                 | Vaquer renunció al título para centrarse en defender el Campeonato Femenino de NXT. |
| 4   | Sol Ruca         | 19 de abril de 2025   | NXT Stand & Deliver | Las Vegas, Nevada    | 1            | 119+         | 119+              | Fue un Ladder Match donde derrotó a Zaria, Kelani Jordan, Izzi Dame, Lola Vice y Thea Hail por el título vacante.                                                                                             |

### Total de días con el título
La siguiente lista muestra el total de días que una luchadora ha poseído el campeonato si se suman todos los reinados que posee. Actualizado a la fecha del 16 de agosto de 2025.
| + | Indica a la campeona actual. |

| N.º | Luchadora        | Reinados | Días combinados | Reconocidos por WWE |
| --- | ---------------- | -------- | --------------- | ------------------- |
| 1   | Kelani Jordan    | 1        | 140             | 140                 |
| 2   | Sol Ruca         | 1        | 119+            | 119+                |
| 3   | Fallon Henley    | 1        | 111             | 110                 |
| 4   | Stephanie Vaquer | 1        | 45              | 45                  |